# (620088) 2015 DJ249
(620088) 2015 DJ249 est un objet transneptunien faisant partie des objets épars d'environ 200 km de diamètre.